# Erfurt

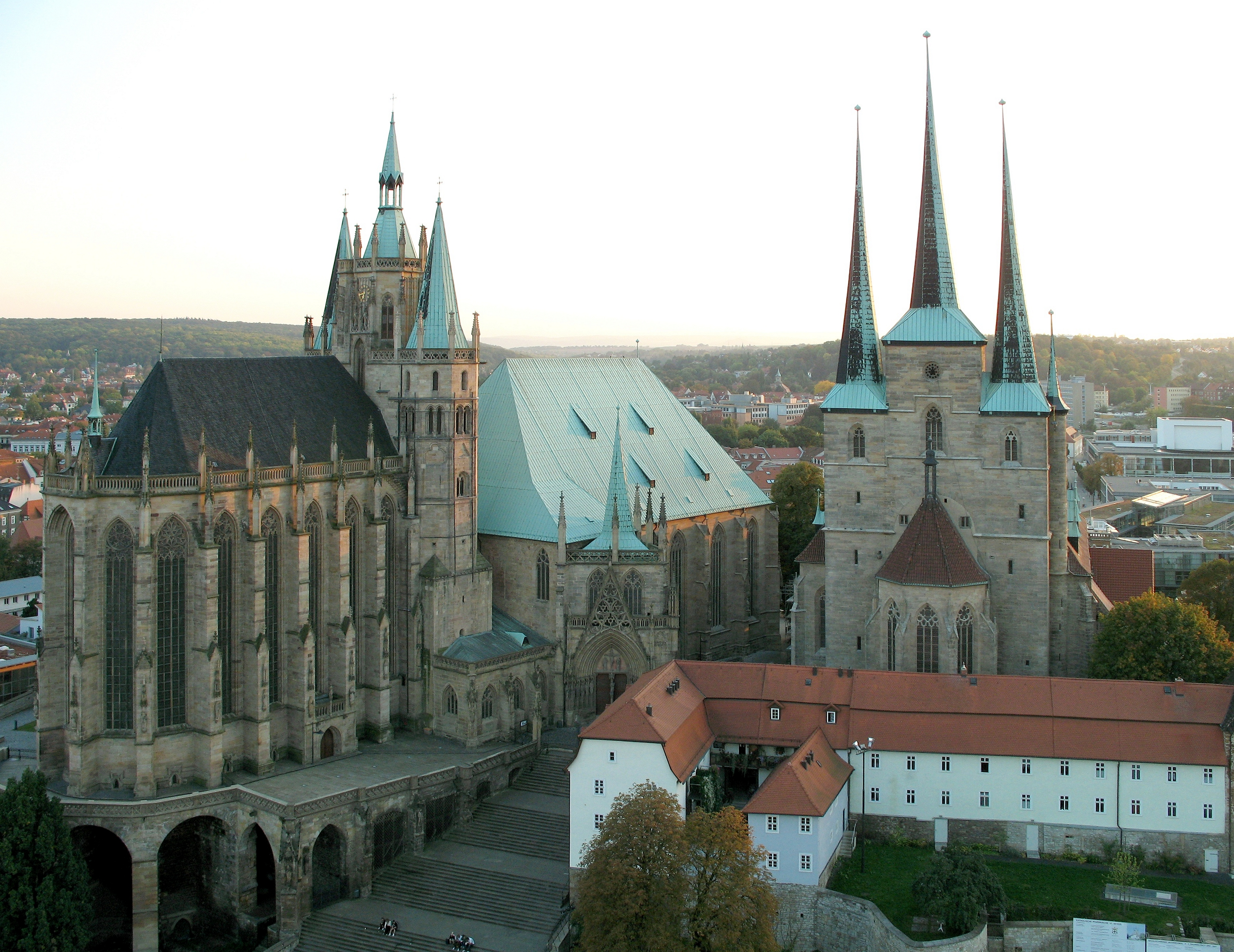
Katedra i kościół św. Sewera (Severikirche) w Erfurcie

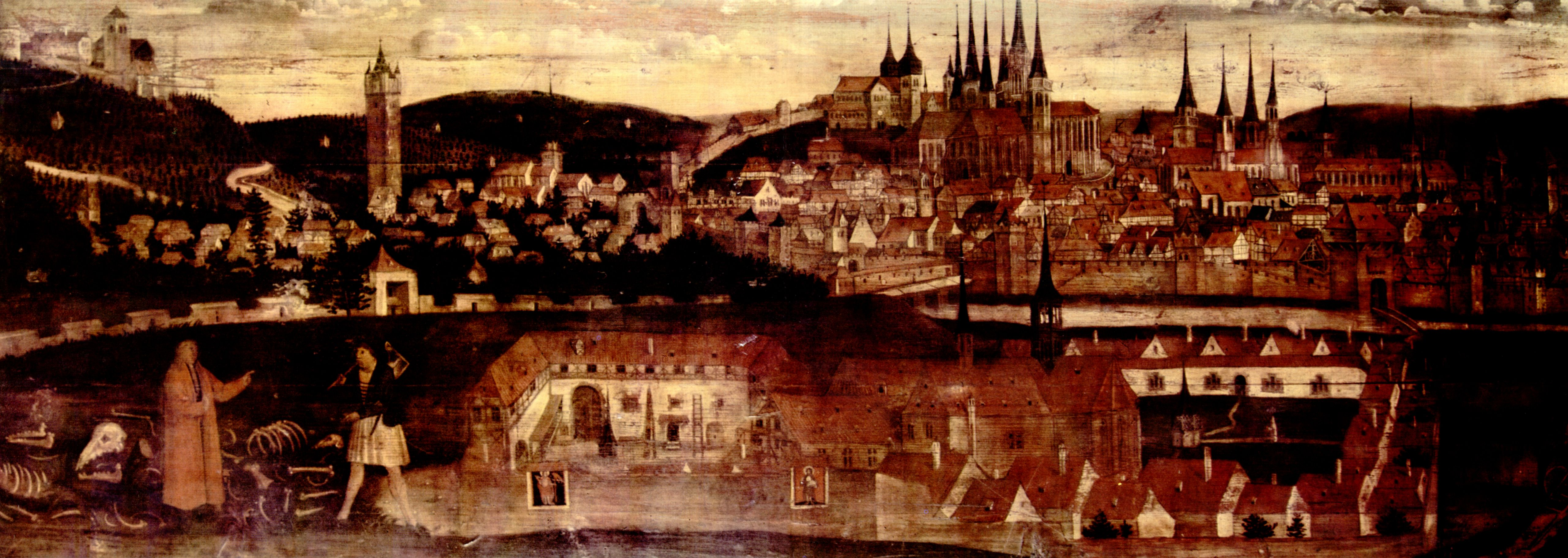
Widok miasta z 1525...

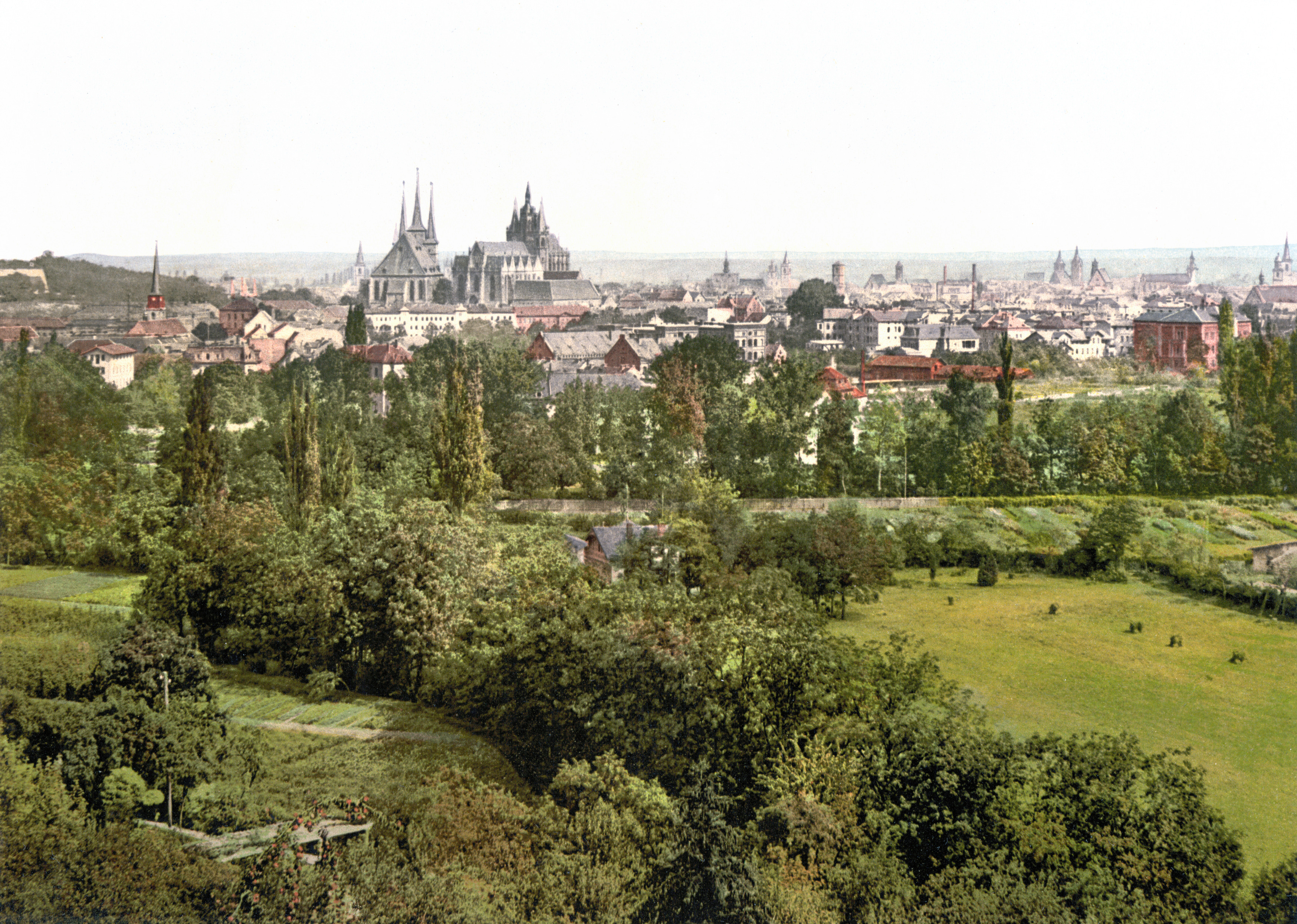
...oraz z 1900 r.

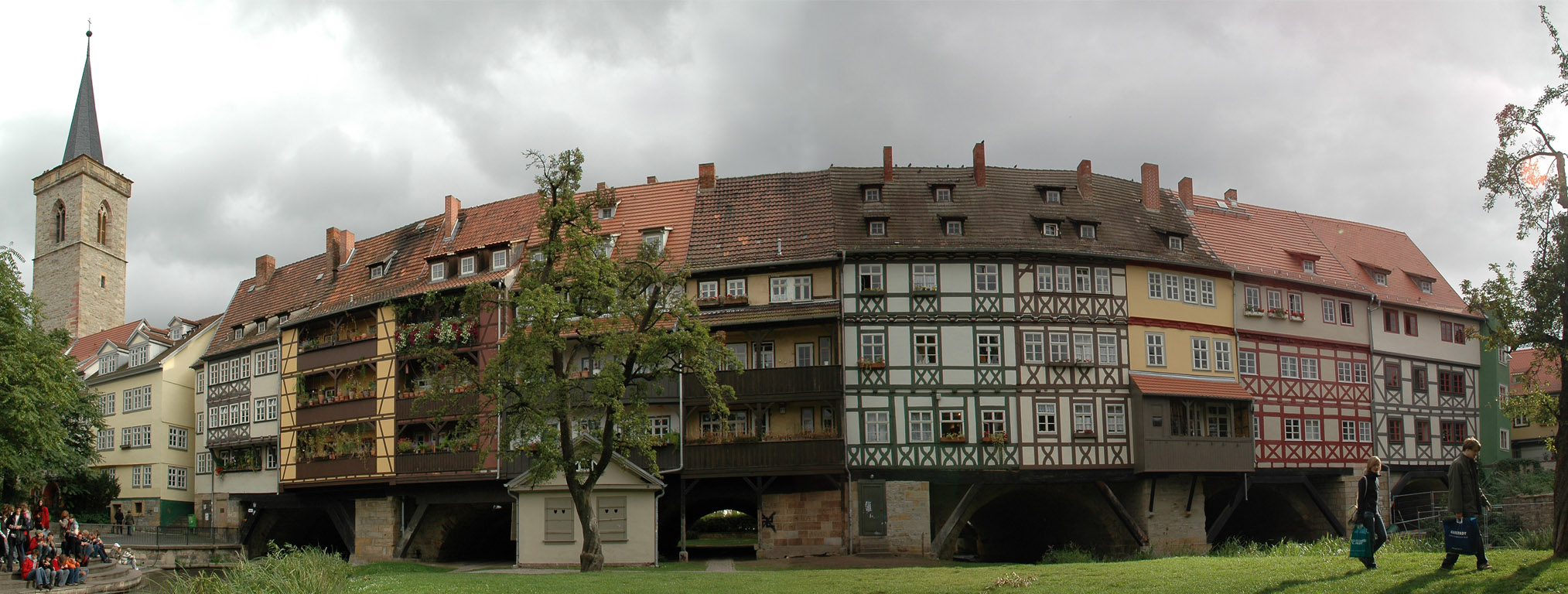
Most Krämerbrücke

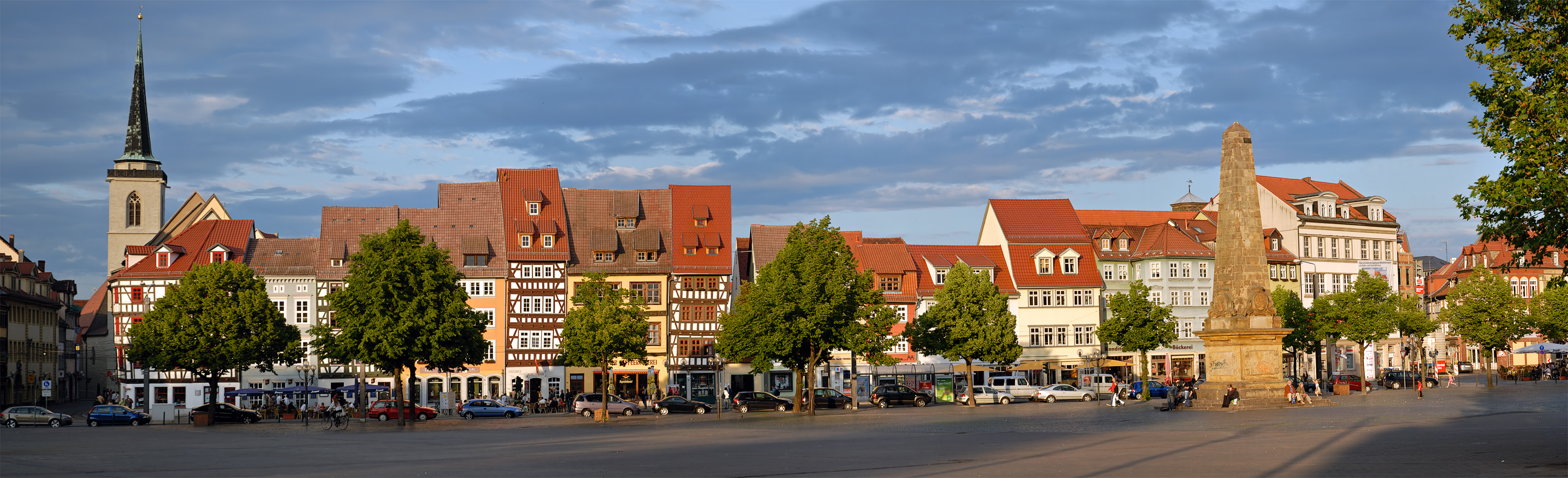
Plac Katedralny (Domplatz)

Erfurt – miasto na prawach powiatu położone w centralnej części Niemiec, stolica kraju związkowego Turyngii. Liczy ponad 200 000 mieszkańców. Największe miasto kraju związkowego, siedziba Federalnego Sądu Pracy (Bundesarbeitsgericht), dwóch uczelni (w tym założony w 1392 r. uniwersytet) oraz katolickiej diecezji erfurckiej. Duży ośrodek przemysłowy, handlowy i ogrodniczy (uprawa bobu), siedziba targów, krajowy port lotniczy założony w 1956 r., ośrodek telewizji dla dzieci (Kika).
Erfurt jest miastem o długiej historii. Założone w 742 r. miasto było związane z arcybiskupami Moguncji. W XIII–XVII wieku był wolnym miastem, a następnie jednym z najważniejszych ośrodków elektoratu mogunckiego, zaś w latach 1806–1814 stolicą Księstwa Erfurckiego podległego I Cesarstwu. Pomimo burzliwych dziejów Erfurt zachował liczne zabytki; ponad 20 kościołów, w tym górującą nad miastem katedrę i stojący obok kościół św. Sewera (Severikirche), dawne klasztory, most Krämerbrücke i liczną zabudowę o konstrukcji szkieletowej.

## Historia

### Średniowiecze
Stara osada plemienna Turyngów. Pierwsza pisemna wzmianka o Erfurcie pochodzi z 742 r., kiedy pojawia się nazwa Erphesfurt. W średniowieczu Erfurt leżał na ważnym szlaku handlowym niedaleko brodu na rzece Gera. Od X wieku w mieście panowali arcybiskupi Moguncji. W XII w. Erfurt przeżywał swój rozwój. Wzniesiono klasztor Benedyktynów na wzgórzu Petersberg, rozpoczęto budowę katedry, ponadto powstała osada wokół kościoła szkockiego (Schottenkirche). W 1168 r. miasto otoczono kamiennymi obwarowaniami. Wzmiankowany w 1177 r. drewniany most Krämerbrücke zastąpiono w 1323 r. obecnym kamiennym. W 1243 r. władzę nad Erfurtem przejęła rada miejska; udało się skupić w swym ręku niemal wszystkie prawa, choć urząd biskupi wciąż podlegał Moguncji. XIV wiek to okres prosperity gospodarczej miasta. Miasto posiadało rozległe majątki ziemskie, w XIV w. do Erfurtu należały 82 wsie. W 1331 r. Erfurt otrzymał status miasta cesarskiego, nadał go ówczesny władca Ludwik IV Bawarski. Wraz z czterema innymi miastami: Gotha, Bad Tennstedt, Arnstadt i Bad Langensalza był centrum wytwórczym i handlowym barwnika indygo uzyskiwanym z urzetu. Ponadto handel (m.in. solą) i rzemiosło tworzyły ówczesną gospodarkę miasta. W wyniku czarnej śmierci, która rozprzestrzeniła się w Erfurcie w latach 1350–1351 zmarło ponad 12 tys. mieszkańców. Silna pozycja gospodarcza i szybki rozwój demograficzny ludności spowodował, iż w XV wieku liczba ludności miasta wzrosła do ok. 20 000. Miasto stało się wówczas wielkim ośrodkiem kulturalnym i artystycznym. W klasztorze Dominikanów działał Johannes Eckhart. W 1392 r. rada miejska założyła Uniwersytet Erfurcki (zlikwidowany w 1816 r.), powstało wiele kościołów, a wraz z tym liczne dzieła malarstwa i rzeźby. Erfurt był miastem wielonarodowym; oprócz Niemców zamieszkiwali tu Szkoci, Turcy oraz Żydzi. W XV w. Erfurt liczył 25 parafii, 15 klasztorów i dziesięć kaplic.

### Nowożytność
W epoce humanizmu, w latach 1501–1511 w erfurckim klasztorze Augustianów przebywał Marcin Luter jako mnich tego zakonu; studiował tu początkowo na wydziale nauk wyzwolonych, które ukończył w styczniu 1505 jako magister filozofii, a następnie kontynuował je od 20 maja, na wydziale prawa. W 1522 r. matematyk Adam Ries opublikował drugą swoją pracę o arytmetyce. Odkrył nowy system liczb i obliczeń. W okresie wojny trzydziestoletniej w latach 1631–1635 miasto okupowały wojska szwedzkie. W 1664 r. urząd miasta przejął arcybiskup moguncki Johann Philipp von Schönborn, co oznaczało koniec niezależności miasta, do czasów napoleońskich miasto było pod egidą arcybiskupstwa-elektoratu Moguncji. 21 października 1736 wielki pożar miasta zniszczył 188 domów w rejonie pomiędzy katedrą, ratuszem i kościołem dominikanów. Na XVIII wiek przypada rozwój gospodarki ogrodniczej. Radny miasta Christian Reichart w okolicach Erfurtu założył nowoczesny ogród. W 1754 r. w Erfurcie powstała Akademia Nauk Stosowanych.
W 1795 r. powstała fabryka obuwia. Chemik, aptekarz, profesor erfurckiego uniwersytetu Johann Bartholomäus Trommsdorff założył w mieście pierwszy w Niemczech Instytut Chemii i Farmacji.

### XIX i XX wiek
W 1802 r. miasto zostało włączone do Prus. Na wzgórzu Petersberg w miejsce dawnego klasztoru Benedyktynów powstała cytadela. Podczas wojen napoleońskich, w latach 1806–1815 miasto wchodziło w skład I Cesarstwa, założono niewielkie Księstwo Erfurtu (Fürstentum Erfurt) istniejące do 1814 r. W 1808 r. odbył się tutaj zjazd erfurcki, na którym spotkali się cesarz Napoleon Bonaparte i car Aleksander I Romanow. Po kongresie wiedeńskim miasto przyznano Prusom i weszło ono w skład prowincji Saksonia. W 1873 r. wyburzono mury miejskie. W latach 1869–1875 powstała nowa siedziba rady miejskiej. Na II połowę XIX wieku przypadła industrializacja miasta, rozwinął się m.in. przemysł kolejowy (Maschinenfabrik Christian Hagans produkująca parowozy i kotły parowe). W 1883 r. ruszył w mieście pierwszy tramwaj konny (w 1894 r. tramwaje zelektryfikowano). Podczas kongresu SPD w Erfurcie, który miał miejsce w dniach 14–20 października 1891 zatwierdzono Program erfurcki w którym zawarto postulaty m.in. 8-godzinnego dnia pracy i powszechnego prawa wyborczego. W 1906 r. liczba mieszkańców osiągnęła 100 000. W 1931 r. oddano do użytku stadion centralny (Steigerwaldstadion).
Pod koniec II wojny światowej, 12 kwietnia 1945, zniszczony przez naloty dywanowe Erfurt (zginęło 1392 mieszkańców, ponad 500 budynków zostało całkowicie zniszczonych) został zajęty przez wojska 3. Armii Stanów Zjednoczonych, którymi dowodził generał George Patton. 3 lipca, miasto opuścił garnizon wojsk amerykańskich, a ich miejsce zajęła Armia Czerwona, od 1949 do 1990 r. Erfurt należał do Niemieckiej Republiki Demokratycznej. W 1949 r. otwarto nowy teatr, rok później przeniesiono z Weimaru urząd kraju związkowego Turyngia. W 1957 r. otwarto ogród zoologiczny, w rok później port lotniczy. W 1970 r. doszło w hotelu „Erfurter Hof” do spotkania ówczesnego premiera NRD Williego Stopha z kanclerzem RFN Willym Brandtem (Erfurter Gipfeltreffen). W 1988 r. władze Erfurtu uznały Moguncję za miasto partnerskie.

### Czasy najnowsze
Po zjednoczeniu Niemiec, Erfurt stał się 10 stycznia 1991 stolicą kraju związkowego Turyngia. W 1994 r. zapadła decyzja o reaktywacji uniwersytetu. W 1999 r. przeniesiono z Kassel siedzibę Federalnego Sądu Pracy (Bundesarbeitsgericht). Dwa lata później otwarto nowoczesną halę sportową Gunda-Niemann-Stirnemann-Halle (od imienia i nazwiska znanej niemieckiej panczenistki), zaś w 2003 r. otworzono teatr.
26 kwietnia 2002 w erfurckim gimnazjum im. Gutenberga (Gutenberg-Gymnasium) doszło do krwawej strzelaniny, w której zginęło 17 osób (w tym sprawca-samobójca), a 7 zostało rannych.

## Demografia
| Rok  | Ogółem  | Mężczyźni | Kobiety |
| ---- | ------- | --------- | ------- |
| 2000 | 200 564 | 96 688    | 103 876 |
| 2010 | 204 994 | 99 305    | 105 689 |
| 2020 | 213 692 | 103 940   | 109 752 |

Źródło: 

## Podział administracyjny
Erfurt podzielony jest na 53 części miasta (Ortsteil):
| - Alach - Altstadt - Andreasvorstadt - Azmannsdorf - Berliner Platz - Bindersleben - Bischleben-Stedten - Brühlervorstadt - Büßleben - Daberstedt - Dittelstedt - Egstedt - Ermstedt - Frienstedt | - Gispersleben - Gottstedt - Herrenberg - Hochheim - Hochstedt - Hohenwinden - Ilversgehofen - Johannesplatz - Johannesvorstadt - Kerspleben - Krämpfervorstadt - Kühnhausen - Linderbach - Löbervorstadt | - Melchendorf - Marbach - Mittelhausen - Möbisburg-Rhoda - Molsdorf - Moskauer Platz - Niedernissa - Rieth - Rohda (Haarberg) - Roter Berg - Salomonsborn - Schaderode - Schmira - Schwerborn | - Stotternheim - Sulzer Siedlung - Tiefthal - Töttelstädt - Töttleben - Urbich - Vieselbach - Wallichen - Waltersleben - Wiesenhügel - Windischholzhausen |

## Zabytki
„Wizytówką” Erfurtu są dwa stojące obok siebie i górujące nad otaczającym miastem kościoły Katedra (Mariendom) i Kościół św. Sewera (Severikirche). Zamykają one od zachodu Plac Katedralny (Domplatz). Katedra NMP znana jest od VIII wieku w obecnej postaci zawiera pozostałości kościoła romańskiego (dawny westwerk). Monumentalne prezbiterium jest gotyckie z XIV natomiast halowy korpus nawowy z XV stulecia. Do wnętrza prowadzi gotycka kruchta, której zewnętrzne portale zdobią przedstawienia Apostołów oraz Panien Mądrych i Panien Głupich. Wewnątrz m.in. romański świecznik zw. Wolframem, gotyckie stalle, nagrobek rodziny von Gleichen, tryptyk Marii z jednorożcem. Okna prezbiterium zachowały niemal w całości komplet XIV-wiecznych witraży. Sąsiadujący z katedrą kościół św. Sewera jest monumentalną pięcionawową halą, wewnątrz mieści m.in. gotycki nagrobek patrona kościoła, późnogotycki, alabastrowy relief Św. Michał zwyciężający bestię, barokowe organy i ołtarz główny.
Unikalnym zabytkiem jest pochodzący z XIV wieku Krämerbrücke, most łączący brzegi rzeki Gery, na którym znajdują się budynki mieszkalne, w większości o konstrukcji szkieletowej. Został zbudowany w 1325 r., a pierwotnie po jego obu stronach stały dwa kościoły, z których do dzisiejszych czasów przetrwał tylko jeden – św. Idziego (Ägidienkirche).
W Erfurcie znajduje się także, klasztor augustianów (Augustinerkloster), w którym w latach 1505–1511 mieszkał jako mnich Marcin Luter. Wewnątrz m.in. gotycki tryptyk z XV wieku i zespół gotyckich witraży. Cennymi dziełami XIV-wiecznej architektury zakonów mendykanckich są dwa bliźniacze kościoły: Dominikanów (Predigerkirche) i Franciszkanów (Barfußerkirche). Pierwszy z nich zachował liczne elementy rzeźby architektonicznej i cenny, gotycki wystrój, m.in. obraz przedstawiający kalwarię, figurę Madonny z Dzieciątkiem, zespół witraży. W klasztorze, którego część się zachowała mieszkał teolog, filozof i mistyk Johannes Eckhart. Zbombardowany podczas II wojny światowej kościół Franciszkanów jest w stanie częściowej ruiny. Odbudowane prezbiterium mieści m.in. zespół gotyckich witraży, dwa tryptyki – ołtarza głównego i ołtarza cechu farbiarzy, można znaleźć również zespół XIV-wiecznych płyt nagrobnych.

### Muzea
W Erfurcie znajduje się Muzeum Etnograficzne Turyngii (Museum für Thüringer Volkskunde Erfurt) gromadzące eksponaty zaświadczające o wiejskiej kulturze dnia codziennego, tradycji i współczesności w okresie od 1750 roku do końca XIX wieku.

## Gospodarka
W mieście rozwinął się przemysł precyzyjny, elektroniczny, elektrotechniczny, maszynowy, metalowy, obuwniczy oraz odzieżowy.

## Sport
- FC Rot-Weiß Erfurt – klub piłkarski mężczyzn
- SWE Volley-Team – klub piłka siatkowej kobiet

## Współpraca
Miejscowości partnerskie:
- Gau-Algesheim, Nadrenia-Palatynat – kontakty utrzymuje dzielnica Stotternheim
- Győr, Węgry
- Hajfa, Izrael
- Heidesheim, Nadrenia-Palatynat – kontakty utrzymują dwie dzielnice: Egstedt oraz Waltersleben
- Kalisz, Polska
- Kati, Mali
- Lille, Francja
- Łowecz, Bułgaria
- Moguncja, Nadrenia-Palatynat
- San Miguel de Tucumán, Argentyna
- Shawnee, Stany Zjednoczone
- Welschbach (dzielnica Illingen), Saara – kontakty utrzymuje dzielnica Schwerborn
- Wilno, Litwa
- Xuzhou, Chiny

## Galeria

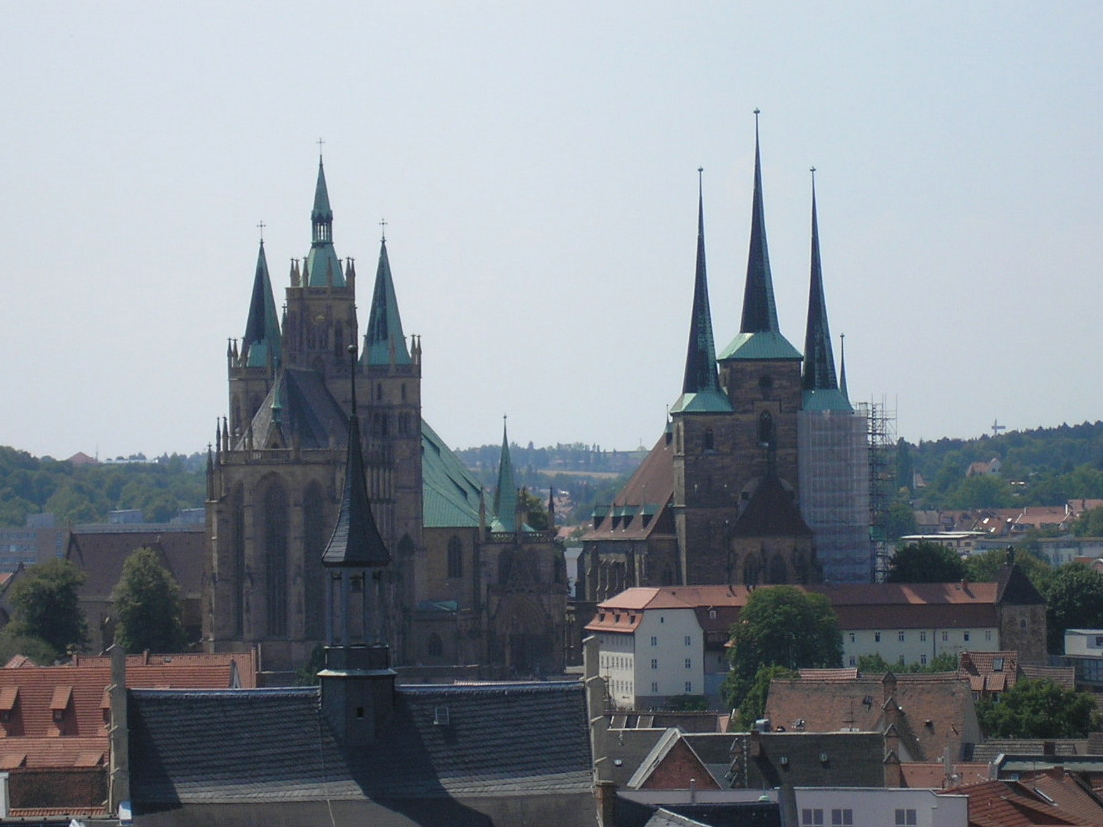
Widok na wzgórze katedralne
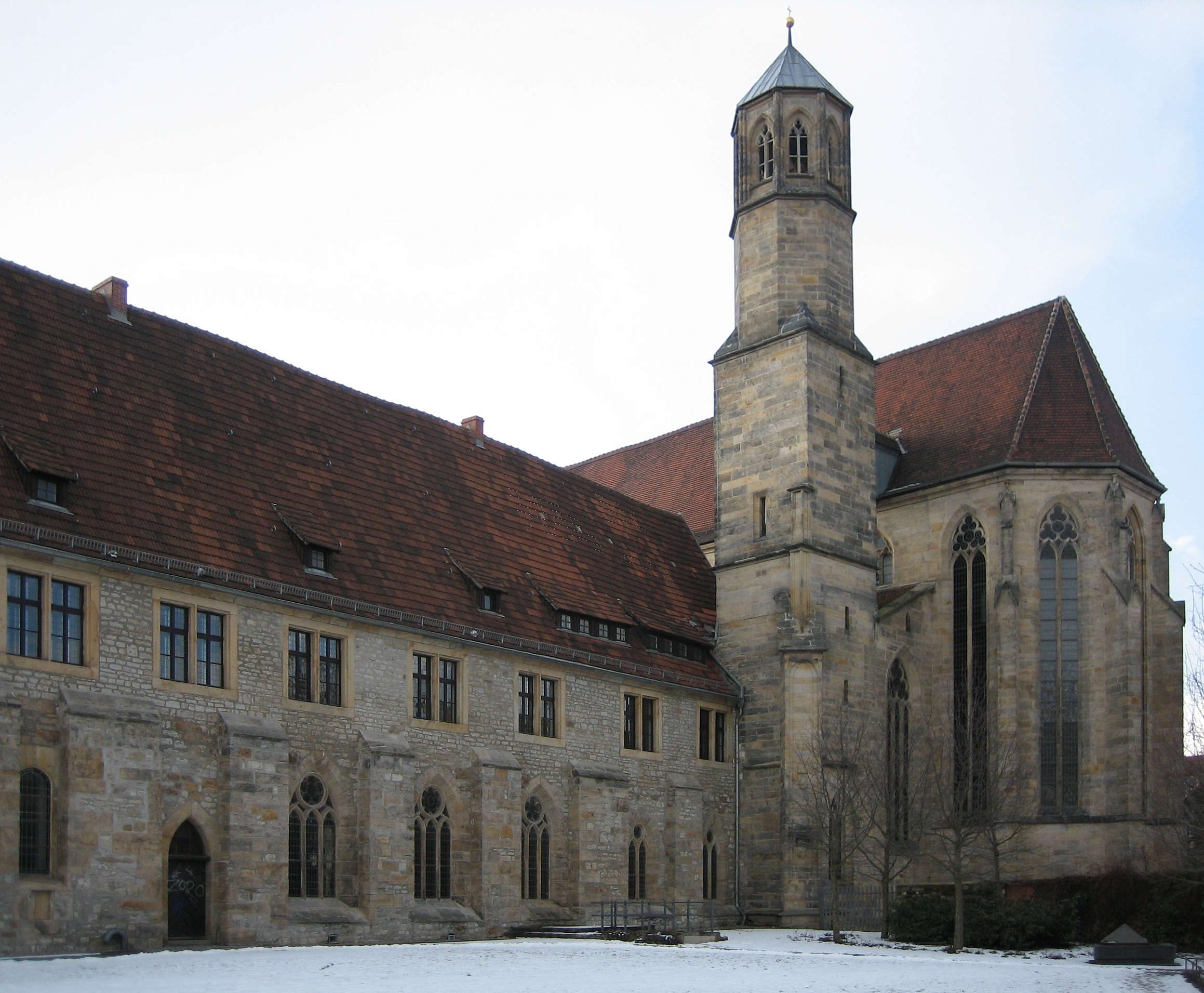
Kościół Dominikanów
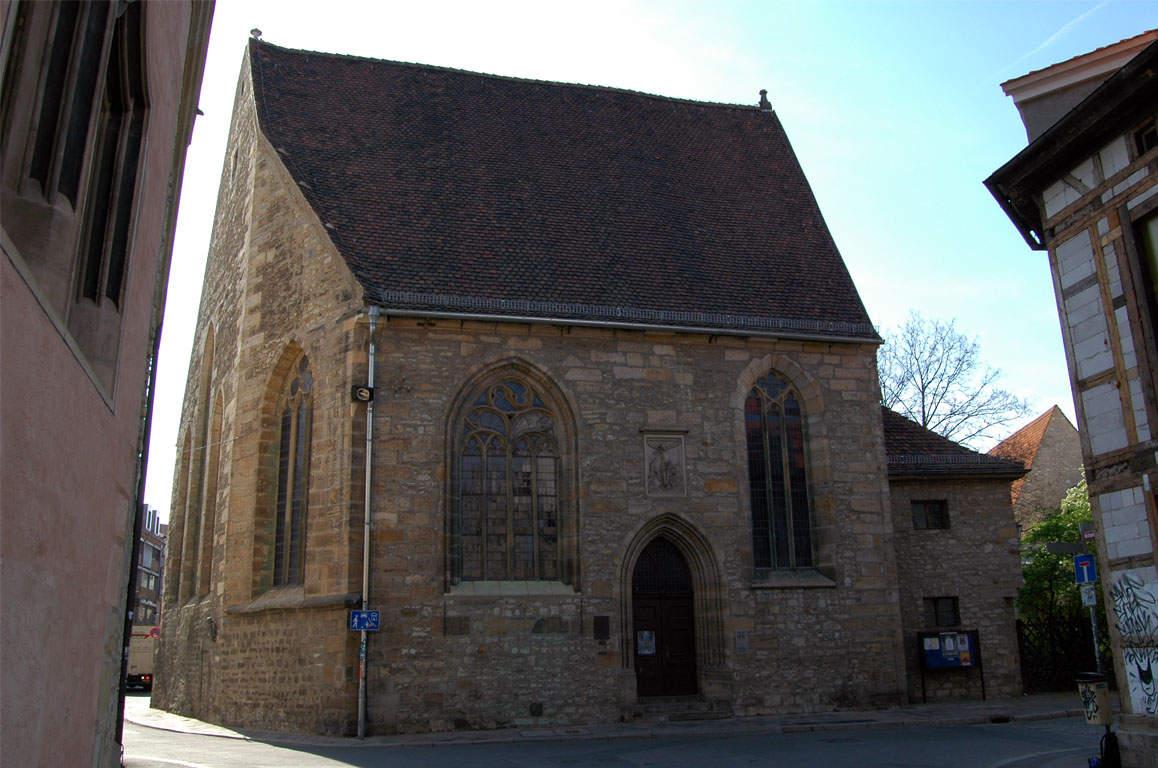
Kościół św. Michała (Michaeliskirche)
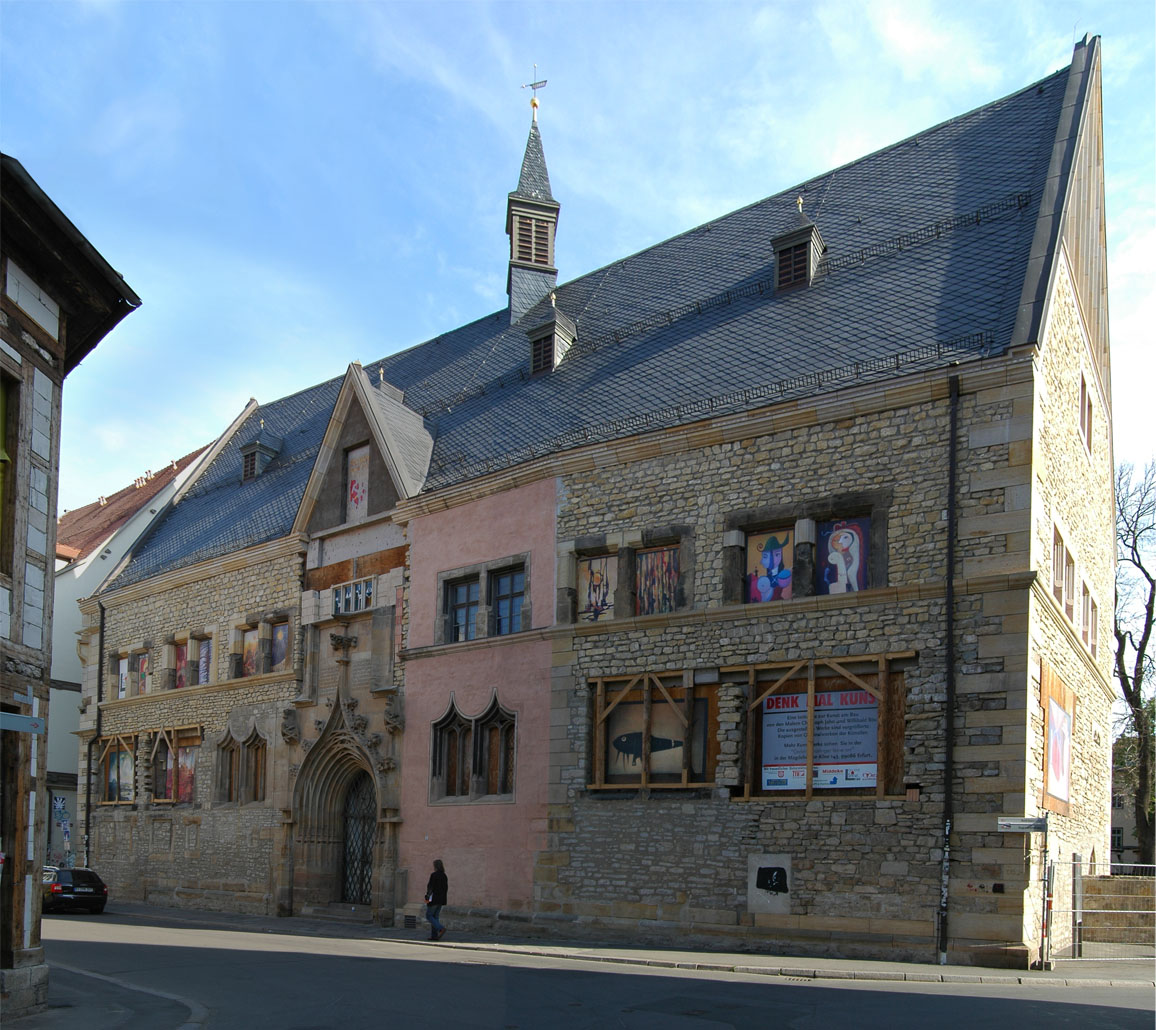
Collegium Maius Uniwersytetu Erfurckiego